# Andrej Ivanavics Lavrik
Andrej Ivanavics Lavrik (Андрэй Іванавіч Лаўрык; 1974. december 7. –) fehérorosz válogatott labdarúgó, aki védőként és középpályásként is játszott.

## Pályafutása

### Klubcsapatokban
Minszkben kezdett el játszani, 1996-tól az Dinama Minszkhez szerződött. Ezután az orosz Lokomotyiv Moszkvánál szerepelt. 2004 és 2007 között az Amkar Perm csapatában játszott. 2008. január 24-én az első osztályban szereplő Torpedo Moszkvához igazolt. A 2008-as bajnokságban 5 mérkőzésen lépett pályára, majd április 29-én távozott a csapattól. 2008 júliusában hat hónapos szerződést írt alá a kazah bajnok Aktöbével. 2010-ben a Baltika Kalinyingrádba igazolt, majd a Tarpeda Zsodzinához, ahol a szezon végén befejezte a profi pályafutását.

### A válogatottban
37 alkalommal játszott a fehérorosz labdarúgó-válogatottban, és a lengyel válogatott elleni találkozón egy gólt szerzett.

## Sikerei, díjai
Dinamo-93 Minszk
- Fehérorosz kupa (1): 1994–95

 Dinama Minszk
- Fehérorosz bajnok (1): 1997
- Az év fehérorosz labdarúgója (1): 1997

 Lokomotyiv Moszkva
- Orosz kupa (2): 1999–2000, 2000–01

 Aktöbe
- Kazah bajnok (2): 2008, 2009
- Kazak kupa (1): 2008

## Fordítás
- Ez a szócikk részben vagy egészben  az   Andrej Łauryk című lengyel Wikipédia-szócikk ezen változatának fordításán alapul.  Az eredeti cikk szerkesztőit annak laptörténete sorolja fel. Ez a jelzés csupán a megfogalmazás eredetét és a szerzői jogokat jelzi, nem szolgál a cikkben szereplő információk forrásmegjelöléseként.